# Cerje, Niš
Cerje (izvirno srbsko Церје) je naselje v Srbiji, ki upravno spada pod Občino Pantelej; slednja pa je del Niškega upravnega okraja.

## Demografija
Konec 19. stoletja (1895) je bilo Cerje vas z 53 gospodinjstvi z 600 prebivalci, leta 1930 pa so bila v Cerju 103 gospodinjstva z 731 prebivalci.
V naselju živi 272 polnoletnih prebivalcev, pri čemer je njihova povprečna starost 50,9 let (49,8 pri moških in 52,0 pri ženskah). Naselje ima 121 gospodinjstev, pri čemer je povprečno število članov na gospodinjstvo 2,53.
To naselje je popolnoma srbsko (glede na rezultate popisa iz leta 2002), a v času zadnjih treh popisov je opazno zmanjšanje števila prebivalcev.
|  |

| Demografija | Demografija     | Demografija     |
| Leto        | Št. prebivalcev | Št. prebivalcev |
| ----------- | --------------- | --------------- |
|             |                 |                 |
|             |                 |                 |
|             |                 |                 |
|             |                 |                 |
| 1948        | 935             |                 |
| 1953        | 982             |                 |
| 1961        | 917             |                 |
| 1971        | 652             |                 |
| 1981        | 512             |                 |
| 1991        | 386             | 386             |
| 2002        | 306             | 306             |
|             |                 |                 |

| Etnična sestava po popisu iz leta 2002 | Etnična sestava po popisu iz leta 2002 | Etnična sestava po popisu iz leta 2002 | Etnična sestava po popisu iz leta 2002 | Etnična sestava po popisu iz leta 2002 |
| -------------------------------------- | -------------------------------------- | -------------------------------------- | -------------------------------------- | -------------------------------------- |
| Srbi                                   | Srbi                                   |                                        | 306                                    | 100,0%                                 |
| Neznano                                | Neznano                                |                                        | 0                                      | 0,0%                                   |